# Eucarpha deplanchei
Eucarpha deplanchei är en tvåhjärtbladig växtart som först beskrevs av Eugène Vieillard och Brongn. & Gris, och fick sitt nu gällande namn av Édouard Spach. Eucarpha deplanchei ingår i släktet Eucarpha och familjen Proteaceae. Inga underarter finns listade i Catalogue of Life.